# 搜索戰
《搜索戰》（英語：Reasonable Doubt，或稱為）是一部2014年加拿大、德國和美國合拍的犯罪驚悚片，由彼得·P·克羅丹斯執導，多明尼克·庫柏和山繆·傑克森主演。劇情講述一名地方檢察官捲入肇事逃逸，另一名男子因犯罪被捕並被控謀殺，兩人皆為了自保而相互牽扯。
電影2014年1月17日在加拿大和美國上映，2014年4月17日在德國採DVD首映發行。

## 演員
- 多明尼克·庫柏飾演米奇·布羅克登
- 山繆·傑克森飾演克林頓·戴維斯
- 艾琳·卡普拉克飾演瑞秋·布羅克登
- 葛蘿莉亞·魯本飾演布蕾克·卡農警探
- 雷恩·羅賓斯飾演吉米·羅根
- 狄倫·泰勒飾演史都華·威爾遜
- 菲利普·布華尼克麥耶飾演DA·瓊斯

## 製作
電影2012年11月19日開始拍攝，在加拿大溫尼伯取景。電影也在美國芝加哥拍攝超過27天。製作預算為800萬美元。

## 備註
1. ↑  導演彼特·郝威在電影上映前拒絕承認了該片，因此以導演一欄改以化名「彼得·P·克羅丹斯」標記[1]。

## 外部連結
- 互联网电影数据库（IMDb）上《搜索戰》的资料（英文）